# Юдита й Олоферн (Караваджо)
Юди́та й Олофе́рн (італ. Giuditta e Oloferne) — картина італійського художника епохи бароко Мікеланджело да Караваджо, написана 1599 року, за мотивами старозавітної, другоканонічної історії з «Книги Юдити».

## Легенда
Олоферн був воєначальником вавилонського царя Навуходоносора. Військо, що він очолював, увійшло до Юдеї та взяло в облогу місто Ветілую. Здавалось, що мешканцям міста вже нема спасіння, проте врятувати його вирішила молода багата вдова-юдейка на ім'я Юдита. Вона, одягнувшись у свою найкращу сукню і взявши з собою служницю, вирушила до ворожого стану. Юдита запевнила Олоферна, що має лише добрі наміри, і той з довірою прийняв її, як гостю, та влаштував для неї бенкет. Цей бенкет тривав три дні, а на четвертий Юдита відтяла мечем п'яному полководцю голову. Забравши Олофернову голову, вона втекла з ворожого стану назад до міста. Наступного ранку Олофернову голову вивішено на міських мурах. Військо, що залишилось без свого воєначальника, дуже швидко пішло. Так Ветілую врятовано від вавилонських загарбників. Юдита доживала своє довге життя в рідному місті з почестями, дотримуючись обітниці безшлюбності.

## Історичний контекст
Існує думка, що художник був присутнім на страті Беатріче Ченчі, відомої в світовій культурі як убивця власного батька (деспота в родині та розпусника). Так, Караваджо вивчав відтинання голови для того, щоб його картина виглядала реалістичнішою. Саме тому «Юдита та Олоферн» має настільки реалістичний і яскравий вигляд. Це не єдина картина художника, присвячена темі стинання голови: варті згадки «Усікновення глави Іоанна Хрестителя» (1608), «Давид і Голіаф» (1610). Також існує версія, що Олофернове обличчя — це автопортрет Караваджо. Тоді з психоаналітичного погляду можна сказати, що це прояв сублімації Караваджо в картині — він бажає бути жертвою. Дослідники його творчості висувають різні гіпотези про сексуальні збочення художника, про мазохістські в тому числі. Припускають, що моделлю Юдити була Мадаллена Антоньєті, котра згідна за поліцейським звітом 1605 року, «вешталась на П'яцца Навона», цей вираз був евфемізмом, що означав проституцію.

## Особливості
Образ Юдити досить популярний у світовій культурі, а особливо в образотворчому мистецтві. Юдита стала символом патріотизму — вона ризикувала собою заради долі всього міста (це мало велике значення насамперед для тогочасної Італії з її містами-республіками). Крім того Юдита здійснила «подвиг віри» відповідно до уявлень тогочасних католиків — убила іновірця, який міг навернути ціле місто в свою віру замість віри в Ягову. В сучасних для Караваджо памфлетах, де пропаговано знищення єретиків, Юдита стала взірцем захисту церкви.
У більшості художників на картинах Юдита зображена в тріумфі й пристрасною, тобто як поетичний, навіть трохи пафосний образ. Але в Караваджо вона зображена, по-перше, не в дорогій сукні знатної дами, як, наприклад, у Крістофано Аллорі чи Массімо Станціоне та інших художників бароко і караваджистів, а в дорогій сукні «жінки з народу». Такі типажі часто зустрічаються в його творчості. Зморшка між бровами Юдити і те, що вона тримається поодаль від Олоферна (здається, ніби вона відхиляється тулубом від своєї жертви), говорить про огиду, проте вона рішуче відтинає голову полководцю. Міцно стулені губи старої служниці і її погляд передають емоції рішучості й ненависті до ворога, що має бути покараний смертю. Вона тримає напоготові тканину, щоб загорнути в неї голову. У Олоферна відкритий рот і широко розплющені очі, здається, ніби перед смертю він зрозумів, що відбувається, і з його вуст зірвався останній крик, а тим часом кров цебенить з перерізаної артерії на шиї. Ліва долоня його руки стиснена в кулак, а іншою він ще тримається за ковдру.
Вся творчість Караваджо вирізняється суворою, а інколи й жорстокою реалістичністю. Чи не найбільше це стосується до картини «Юдита та Олоферн».

## Образ Юдити в інших художників

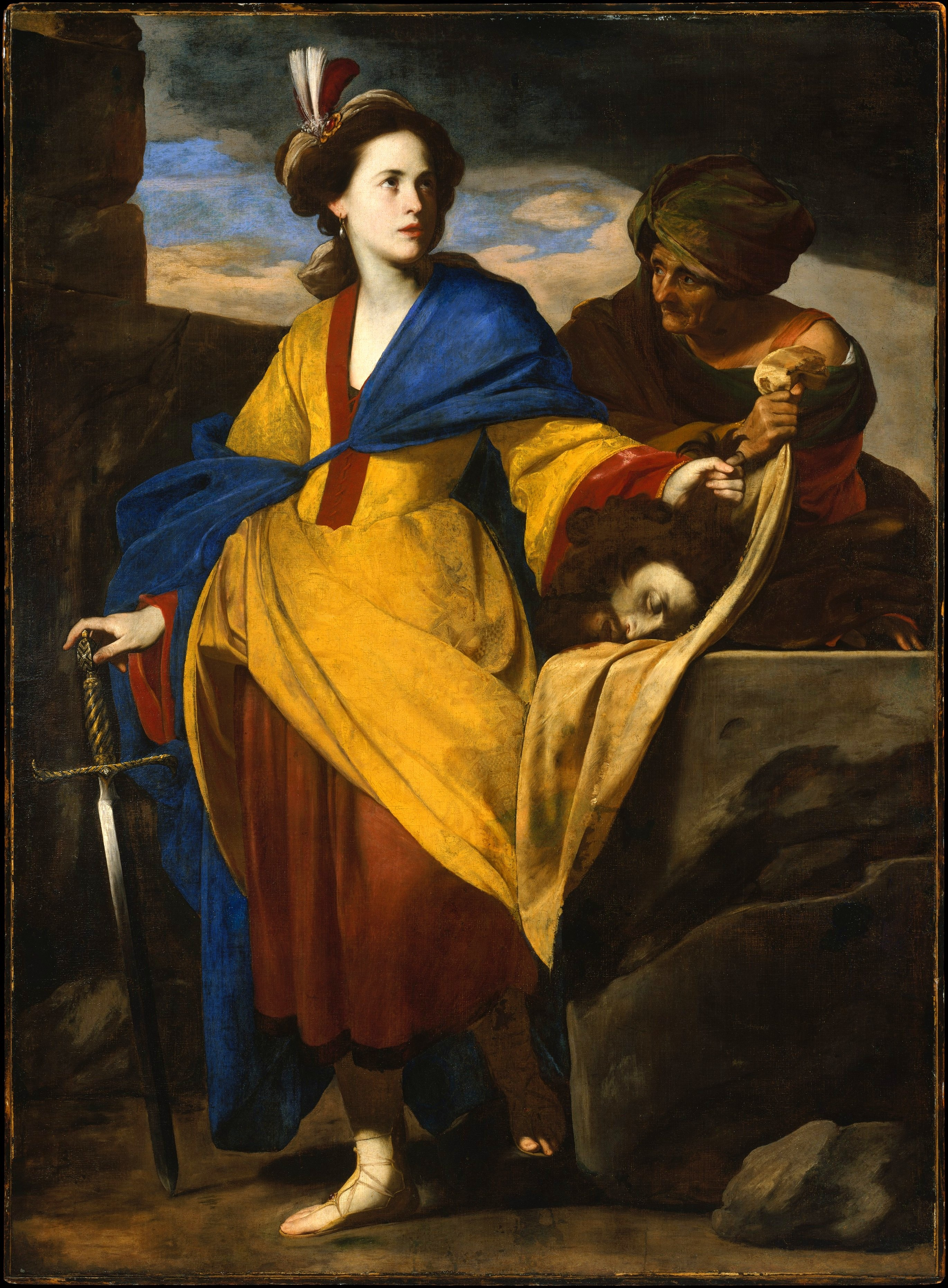
Массімо Станціоне, Юдита з головою Олоферна
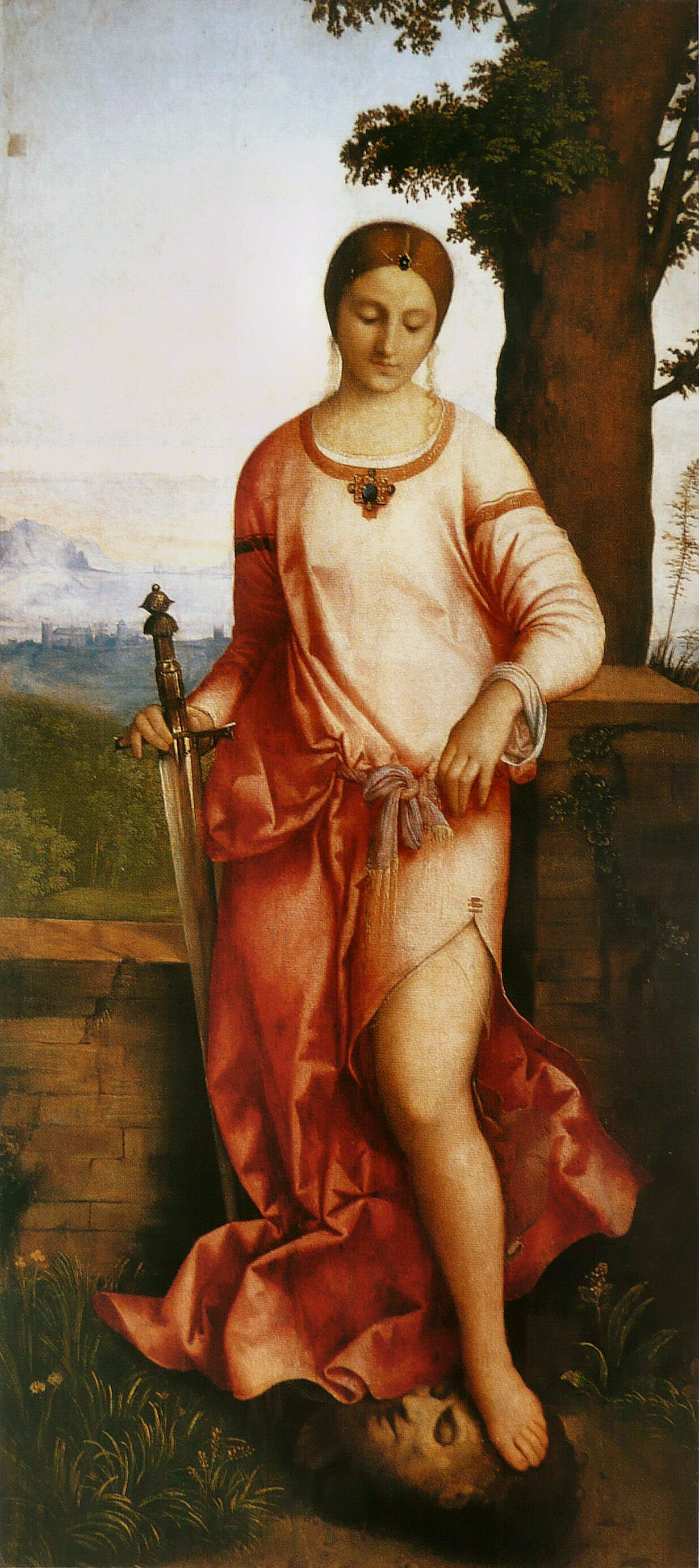
Джорджоне, Юдита з головою Олоферна
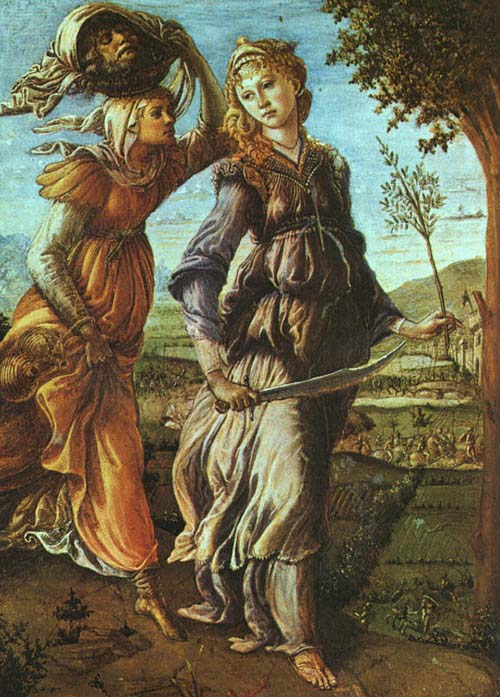
Сандро Боттічеллі, «Повернення Юдити з головою Олоферна»
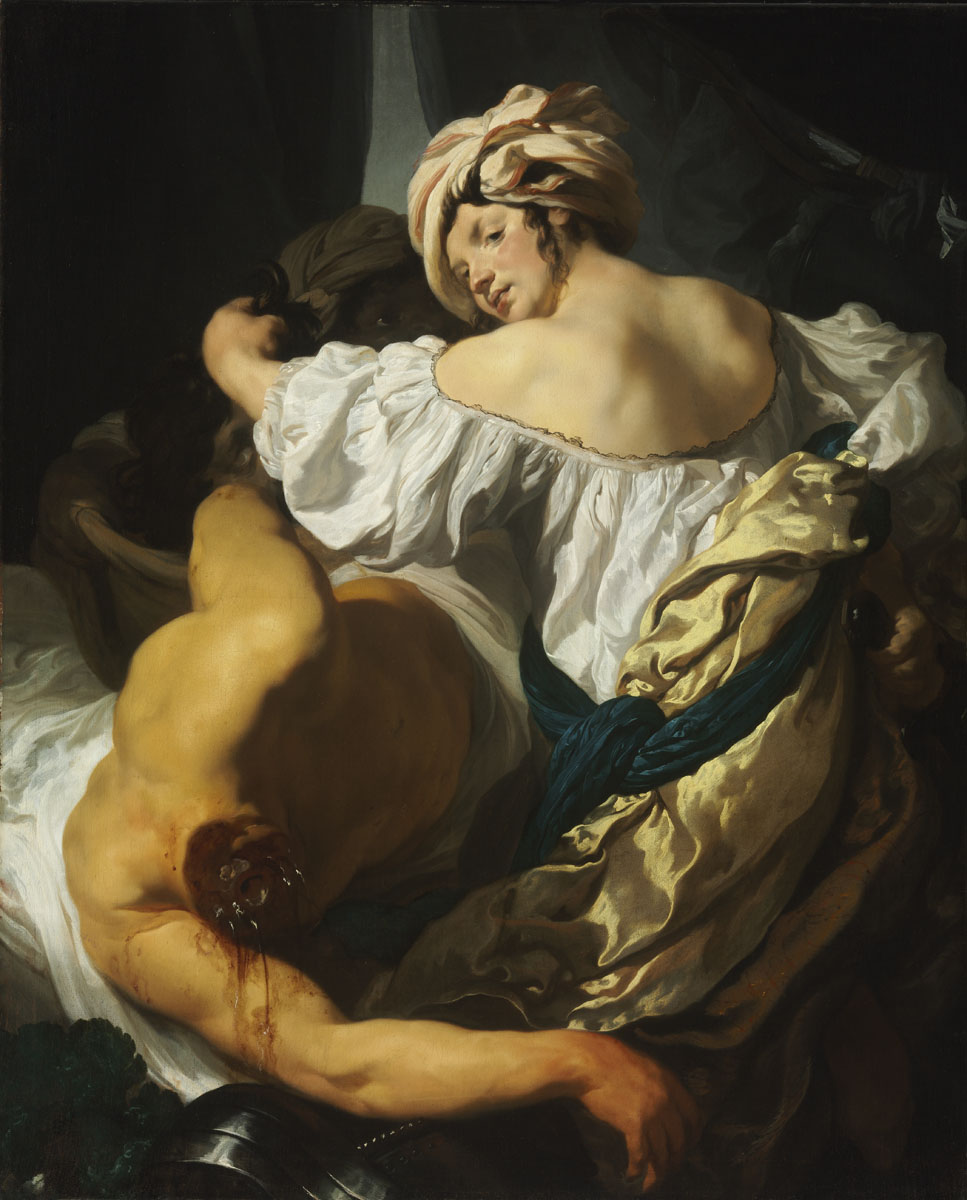
Йоган Лісс, «Юдита з головою Олоферна»